# شهرستان گوانتاو
شهرستان گوانتاو (به لاتین: Guantao County) یک منطقهٔ مسکونی در چین است که در هاندان واقع شده‌است. شهرستان گوانتاو ۴۵۶ کیلومتر مربع مساحت و ۳۲۰٬۰۰۰ نفر جمعیت دارد و ۴۴ متر بالاتر از سطح دریا واقع شده‌است.